# تضحية بشرية

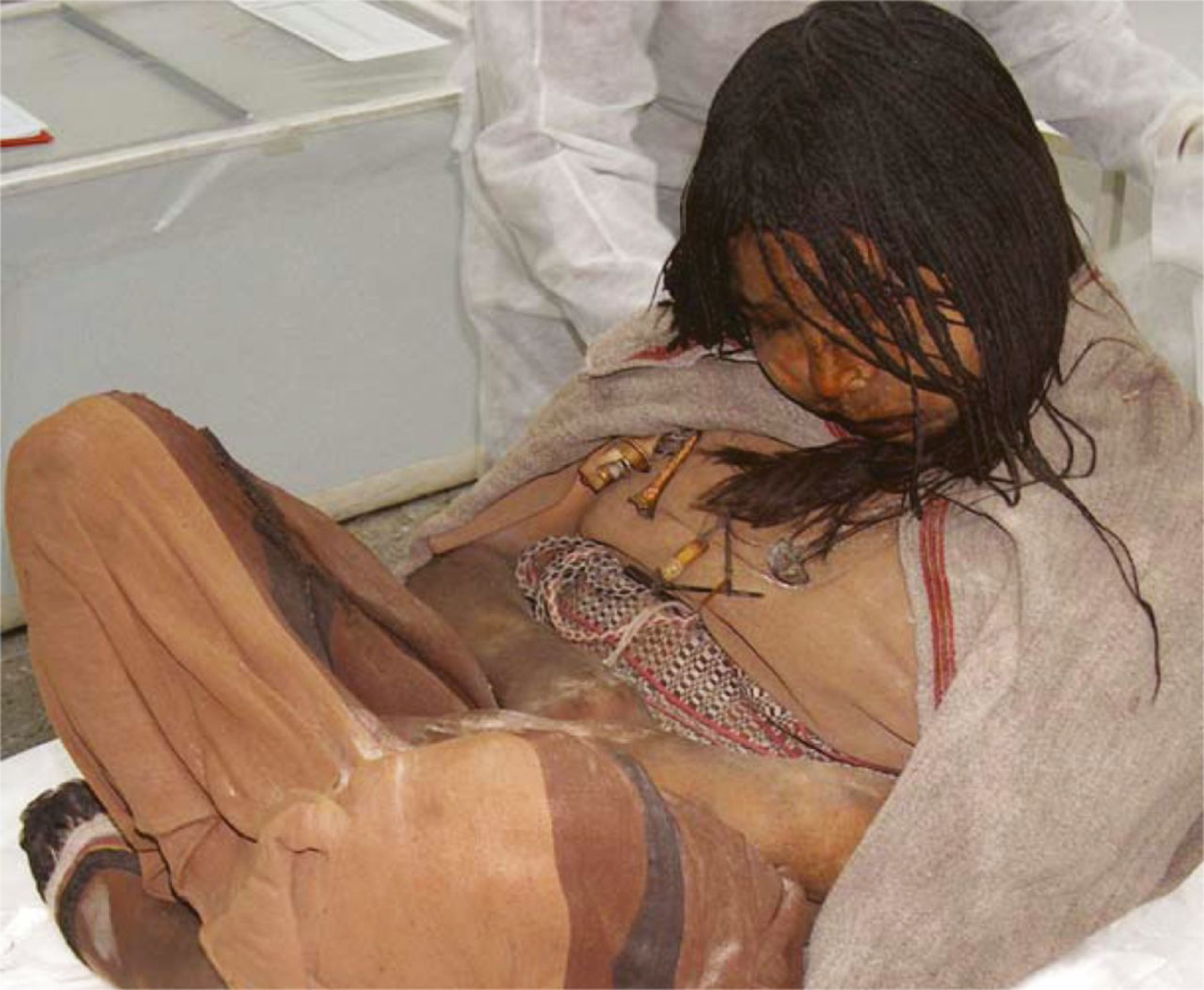
تحرير

 التضحية البشرية  عملية قتل شخص واحد أو أكثر كجزء من الطقوس الدينية، وقد مورست التضحية البشرية في مختلف الثقافات عبر التاريخ. بفرضية أن التضحية هي استرضاء للآلهة، الأرواح.